# ريتشارد باندلر
ريتشارد باندلر (بالإنجليزية: Richard Bandler)‏ (ولد في 24 فيفري 1950) هو عالم رياضيات ومن دارسي علم النفس السلوكي، ومبرمج للحاسب والذي كان صاحب مقدرة بالغة في تقليد الآخرين ويعتبر من الواضعين الأوائل لتقنيات البرمجة اللغوية العصبية وذلك بالتعاون مع د.جون غريندر